# Iveta Benešová
Pour les articles homonymes, voir Benešová (homonymie).
Iveta Benešová, née le 1er février 1983 à Most, est une joueuse de tennis tchèque, professionnelle depuis la fin des années 1990. Le 14 septembre 2012, elle épouse le joueur de tennis Jürgen Melzer et s'aligne depuis sur le circuit WTA sous son nom marital, Iveta Melzer.
Elle compte dix-sept titres sur le circuit WTA : deux en simple, quatorze en double dames et un titre en double mixte associée à son futur époux lors de l'édition 2011 du tournoi de Wimbledon. Elle a annoncé sa retraite sportive en août 2014.

## Palmarès

### Titres en simple dames
| No | Date       | Nom et lieu du tournoi              | Catégorie | Dotation  | Surface      | Finaliste       | Score     |          |
| -- | ---------- | ----------------------------------- | --------- | --------- | ------------ | --------------- | --------- | -------- |
| 1  | 01-03-2004 | Abierto Mexicano Movistar, Acapulco | Tier III  | 170 000 $ | Terre (ext.) | Flavia Pennetta | 7-65, 6-4 | Parcours |
| 2  | 26-04-2010 | GP Princesse Lalla Meryem, Fès      | Intern'l  | 220 000 $ | Terre (ext.) | Simona Halep    | 6-4, 6-2  | Parcours |

### Finales en simple dames
| No | Date       | Nom et lieu du tournoi               | Catégorie | Dotation  | Surface      | Vainqueure         | Score     |          |
| -- | ---------- | ------------------------------------ | --------- | --------- | ------------ | ------------------ | --------- | -------- |
| 1  | 14-10-2002 | VUB Open, Bratislava                 | Tier V    | 110 000 $ | Dur (int.)   | Maja Matevžič      | 6-0, 6-1  | Parcours |
| 2  | 12-04-2004 | Estoril Open, Estoril                | Tier V    | 110 000 $ | Terre (ext.) | Émilie Loit        | 7-5, 7-61 | Parcours |
| 3  | 24-08-2004 | Women’s Tennis Classic, Forest Hills | Tier V    | 65 882 $  | Dur (ext.)   | Elena Likhovtseva  | 6-2, 6-2  | Parcours |
| 4  | 09-01-2006 | Moorilla International, Hobart       | Tier IV   | 145 000 $ | Dur (ext.)   | Michaëlla Krajicek | 6-2, 6-1  | Parcours |
| 5  | 14-04-2008 | Estoril Open, Estoril                | Tier IV   | 145 000 $ | Terre (ext.) | Maria Kirilenko    | 6-4, 6-2  | Parcours |
| 6  | 12-01-2009 | Moorilla International, Hobart       | Intern'l  | 220 000 $ | Dur (ext.)   | Petra Kvitová      | 7-5, 6-1  | Parcours |

### Titres en double dames
| No | Date       | Nom et lieu du tournoi              | Catégorie | Dotation    | Surface         | Partenaire       | Finalistes                         | Score             |          |
| -- | ---------- | ----------------------------------- | --------- | ----------- | --------------- | ---------------- | ---------------------------------- | ----------------- | -------- |
| 1  | 07-02-2005 | Open Gaz de France Paris            | Tier II   | 585 000 $   | Moquette (int.) | Květa Peschke    | Anabel Medina Dinara Safina        | 6-2, 2-6, 6-2     | Parcours |
| 2  | 24-09-2007 | FORTIS Championships Luxembourg     | Tier II   | 600 000 $   | Dur (int.)      | Janette Husárová | Victoria Azarenka Shahar Peer      | 6-4, 6-2          | Parcours |
| 3  | 18-02-2008 | Copa Colsanitas Santander Bogota    | Tier III  | 185 000 $   | Terre (ext.)    | Bethanie Mattek  | Jelena Kostanić Martina Müller     | 6-3, 6-3          | Parcours |
| 4  | 28-07-2008 | Nordea Nordic Light Open Stockholm  | Tier IV   | 145 000 $   | Dur (ext.)      | Barbora Strýcová | Petra Cetkovská Lucie Šafářová     | 7-5, 6-4          | Parcours |
| 5  | 19-10-2009 | BGL Open Luxembourg                 | Intern'l  | 220 000 $   | Dur (int.)      | Barbora Strýcová | Vladimíra Uhlířová Renata Voráčová | 1-6, 6-0, [10-7]  | Parcours |
| 6  | 08-02-2010 | Open GDF Suez Paris                 | Premier   | 700 000 $   | Dur (int.)      | Barbora Strýcová | Cara Black Liezel Huber            | Forfait           | Parcours |
| 7  | 01-03-2010 | Abierto Monterrey Monterrey         | Intern'l  | 220 000 $   | Dur (ext.)      | Barbora Strýcová | Anna-Lena Grönefeld Vania King     | 3-6, 6-4, [10-8]  | Parcours |
| 8  | 26-04-2010 | GP Princesse Lalla Meryem Fès       | Intern'l  | 220 000 $   | Terre (ext.)    | Anabel Medina    | Lucie Hradecká Renata Voráčová     | 6-3, 6-1          | Parcours |
| 9  | 26-09-2010 | Toray Pan Pacific Open Tokyo        | Premier 5 | 2 000 000 $ | Dur (ext.)      | Barbora Strýcová | Shahar Peer Peng Shuai             | 6-4, 4-6, [10-8]  | Parcours |
| 10 | 09-01-2011 | Medibank International Sydney       | Premier   | 618 000 $   | Dur (ext.)      | Barbora Strýcová | Květa Peschke Katarina Srebotnik   | 4-6, 6-4, [10-7]  | Parcours |
| 11 | 28-02-2011 | Whirlpool Monterrey Open Monterrey  | Intern'l  | 220 000 $   | Dur (ext.)      | Barbora Strýcová | Anna-Lena Grönefeld Vania King     | 6-78, 6-2, [10-6] | Parcours |
| 12 | 25-04-2011 | Barcelona Ladies Open Barcelone     | Intern'l  | 220 000 $   | Terre (ext.)    | Barbora Strýcová | Natalie Grandin Vladimíra Uhlířová | 5-7, 6-4, [11-9]  | Parcours |
| 13 | 17-10-2011 | BNP Paribas Open Luxembourg         | Intern'l  | 220 000 $   | Dur (int.)      | Barbora Strýcová | Lucie Hradecká Ekaterina Makarova  | 7-5, 6-3          | Parcours |
| 14 | 23-04-2012 | Porsche Tennis Grand Prix Stuttgart | Premier   | 740 000 $   | Terre (int.)    | Barbora Strýcová | Julia Görges Anna-Lena Grönefeld   | 6-4, 7-5          | Parcours |

### Finales en double dames
| No | Date       | Nom et lieu du tournoi                | Catégorie | Dotation    | Surface         | Vainqueures                                | Partenaire             | Score            |          |
| -- | ---------- | ------------------------------------- | --------- | ----------- | --------------- | ------------------------------------------ | ---------------------- | ---------------- | -------- |
| 1  | 12-07-2004 | Bank of the West Classic Stanford     | Tier II   | 585 000 $   | Dur (ext.)      | Eléni Daniilídou Nicole Pratt              | Claudine Schaul        | 6-2, 6-4         | Parcours |
| 2  | 11-04-2005 | Family Circle Cup Charleston          | Tier I    | 1 300 000 $ | Terre (ext.)    | Conchita Martínez Virginia Ruano Pascual   | Květa Peschke          | 6-1, 6-4         | Parcours |
| 3  | 13-06-2005 | Ordina Open Bois-le-Duc               | Tier III  | 170 000 $   | Gazon (ext.)    | Anabel Medina Dinara Safina                | Nuria Llagostera Vives | 6-4, 2-6, 7-6    | Parcours |
| 4  | 09-10-2006 | Kremlin Cup Moscou                    | Tier I    | 1 340 000 $ | Moquette (int.) | Květa Peschke Francesca Schiavone          | Galina Voskoboeva      | 6-4, 6-74, 6-1   | Parcours |
| 5  | 01-01-2007 | Australian Women's HC Gold Coast      | Tier III  | 175 000 $   | Dur (ext.)      | Dinara Safina Katarina Srebotnik           | Galina Voskoboeva      | 6-3, 6-4         | Parcours |
| 6  | 25-02-2008 | Abierto Mexicano Telcel HSBC Acapulco | Tier III  | 180 000 $   | Terre (ext.)    | Nuria Llagostera Vives María José Martínez | Petra Cetkovská        | 6-2, 6-4         | Parcours |
| 7  | 12-05-2008 | Internazionali d'Italia Rome          | Tier I    | 1 340 000 $ | Terre (ext.)    | Chan Yung-Jan Chuang Chia-Jung             | Janette Husárová       | 7-65, 6-3        | Parcours |
| 8  | 02-03-2009 | Abierto Monterrey Monterrey           | Intern'l  | 220 000 $   | Dur (ext.)      | Nathalie Dechy Mara Santangelo             | Barbora Strýcová       | 6-3, 6-4         | Parcours |
| 9  | 13-07-2009 | ECM Open Prague                       | Intern'l  | 220 000 $   | Terre (ext.)    | Alona Bondarenko Kateryna Bondarenko       | Barbora Strýcová       | 6-1, 6-2         | Parcours |
| 10 | 24-08-2009 | Pilot Pen Tennis New Haven            | Premier   | 600 000 $   | Dur (ext.)      | Nuria Llagostera Vives María José Martínez | Lucie Hradecká         | 6-2, 7-5         | Parcours |
| 11 | 18-10-2010 | BGL Open Luxembourg                   | Intern'l  | 220 000 $   | Dur (int.)      | Timea Bacsinszky Tathiana Garbin           | Barbora Strýcová       | 6-4, 6-4         | Parcours |
| 12 | 24-02-2014 | Abierto Mexicano Telcel Acapulco      | Intern'l  | 250 000 $   | Dur (ext.)      | Kristina Mladenovic Galina Voskoboeva      | Petra Cetkovská        | 6-3, 2-6, [10-5] | Parcours |

### Titre en double mixte
| No | Date       | Nom et lieu du tournoi      | Catégorie | Dotation     | Surface      | Partenaire    | Finalistes                    | Score    |          |
| -- | ---------- | --------------------------- | --------- | ------------ | ------------ | ------------- | ----------------------------- | -------- | -------- |
| 1  | 20-06-2011 | The Championships Wimbledon | G. Chelem | 10 141 303 $ | Gazon (ext.) | Jürgen Melzer | Elena Vesnina Mahesh Bhupathi | 6-3, 6-2 | Parcours |

## Parcours en Grand Chelem

### En simple dames
| Année | Open d'Australie                                    | Open d'Australie   | Internationaux de France | Internationaux de France | Wimbledon           | Wimbledon         | US Open           | US Open           |
| ----- | --------------------------------------------------- | ------------------ | ------------------------ | ------------------------ | ------------------- | ----------------- | ----------------- | ----------------- |
| 2002  | Q2 \|\| style="text-align:left" \| Pavlina Nola     | 2e tour (1/32)     | Nathalie Dechy           | 1er tour (1/64)          | Amélie Mauresmo     | 1er tour (1/64)   | Amélie Mauresmo   |                   |
| 2003  | 1er tour (1/64)                                     | Dája Bedáňová      | 1er tour (1/64)          | Evie Dominikovic         | 1er tour (1/64)     | Karolina Šprem    | 1er tour (1/64)   | Samantha Reeves   |
| 2004  | Q3 \|\| style="text-align:left" \| Barbora Strýcová | 1er tour (1/64)    | Serena Williams          | 1er tour (1/64)          | Kristina Brandi     | 2e tour (1/32)    | Patty Schnyder    |                   |
| 2005  | 1er tour (1/64)                                     | Ana Ivanović       | 2e tour (1/32)           | Ana Ivanović             | 1er tour (1/64)     | Elena Dementieva  | 1er tour (1/64)   | Zheng Jie         |
| 2006  | 3e tour (1/16)                                      | Martina Hingis     | 2e tour (1/32)           | Maria Sharapova          | 1er tour (1/64)     | Zheng Jie         | 1er tour (1/64)   | Jill Craybas      |
| 2007  | 2e tour (1/32)                                      | Katarina Srebotnik | 1er tour (1/64)          | Alona Bondarenko         | 2e tour (1/32)      | Elena Dementieva  | 1er tour (1/64)   | Patty Schnyder    |
| 2008  | Q2 \|\| style="text-align:left" \| Alisa Kleybanova | 3e tour (1/16)     | Petra Cetkovská          | 1er tour (1/64)          | Agnieszka Radwańska | 2e tour (1/32)    | Victoria Azarenka |                   |
| 2009  | 2e tour (1/32)                                      | Elena Dementieva   | 3e tour (1/16)           | Ana Ivanović             | 2e tour (1/32)      | Jelena Janković   | 1er tour (1/64)   | Bethanie Mattek   |
| 2010  | 2e tour (1/32)                                      | Vera Zvonareva     | 1er tour (1/64)          | Aleksandra Wozniak       | 1er tour (1/64)     | A. Pavlyuchenkova | 2e tour (1/32)    | Maria Sharapova   |
| 2011  | 4e tour (1/8)                                       | Vera Zvonareva     | 1er tour (1/64)          | Samantha Stosur          | 2e tour (1/32)      | Victoria Azarenka | 1er tour (1/64)   | Jarmila Gajdošová |
| 2012  | 4e tour (1/8)                                       | Victoria Azarenka  | 1er tour (1/64)          | Nadia Petrova            | 1er tour (1/64)     | Heather Watson    | 1er tour (1/64)   | Simona Halep      |
| 2014  | -                                                   | -                  | 1er tour (1/64)          | Coco Vandeweghe          | -                   | -                 | -                 | -                 |

À droite du résultat, l’ultime adversaire.

### En double dames
| Année | Open d'Australie               | Open d'Australie            | Internationaux de France       | Internationaux de France            | Wimbledon                     | Wimbledon                   | US Open                        | US Open                   |
| ----- | ------------------------------ | --------------------------- | ------------------------------ | ----------------------------------- | ----------------------------- | --------------------------- | ------------------------------ | ------------------------- |
| 2004  | 1er tour (1/32) C. Wheeler     | Maret Ani L. Průšová        | 1er tour (1/32) M. Paštiková   | A. Serra Zanetti Ant. Serra Zanetti | 1er tour (1/32) M. Paštiková  | Silvia Farina F. Schiavone  | 2e tour (1/16) Eva Birnerová   | Navrátilová Lisa Raymond  |
| 2005  | 1er tour (1/32) Květa Peschke  | Eva Birnerová Andreea Vanc  | 3e tour (1/8) Květa Peschke    | V. Ruano Paola Suárez               | 1er tour (1/32) G. Voskoboeva | J. Hopkins M. Washington    | 1er tour (1/32) Beygelzimer    | Gisela Dulko M. Kirilenko |
| 2006  | 1er tour (1/32) J. Kostanić    | Liezel Huber F. Schiavone   | 3e tour (1/8) B. Z. Strýcová   | Yan Zi Zheng Jie                    | 2e tour (1/16) B. Z. Strýcová | J. Gajdošová A. Harkleroad  | 1er tour (1/32) B. Z. Strýcová | Yan Zi Zheng Jie          |
| 2007  | 1er tour (1/32) B. Z. Strýcová | S. Beltrame A. Mauresmo     | 1er tour (1/32) G. Voskoboeva  | Chan Yung-Jan Chuang C.J.           | 1er tour (1/32) G. Voskoboeva | Ágnes Szávay V. Uhlířová    | 2e tour (1/16) G. Voskoboeva   | A. Morigami Meilen Tu     |
| 2008  | 3e tour (1/8) G. Voskoboeva    | Květa Peschke Rennae Stubbs | 1er tour (1/32) J. Husárová    | N. Grandin Raquel Kops              | 2e tour (1/16) J. Husárová    | Vania King Kudryavtseva     | 2e tour (1/16) G. Voskoboeva   | D. Cibulková V. Razzano   |
| 2009  | 2e tour (1/16) B. Z. Strýcová  | Ágnes Szávay Elena Vesnina  | 2e tour (1/16) B. Z. Strýcová  | Pavlyuchenkova F. Schiavone         | 3e tour (1/8) B. Z. Strýcová  | Cara Black Liezel Huber     | 2e tour (1/16) B. Z. Strýcová  | Cara Black Liezel Huber   |
| 2010  | 2e tour (1/16) B. Z. Strýcová  | A. Hlaváčková L. Hradecká   | 3e tour (1/8) B. Z. Strýcová   | Liezel Huber Anabel Medina          | 3e tour (1/8) B. Z. Strýcová  | Elena Vesnina V. Zvonareva  | 3e tour (1/8) B. Z. Strýcová   | Vania King Y. Shvedova    |
| 2011  | 3e tour (1/8) B. Z. Strýcová   | B. Mattek Shaughnessy       | 1er tour (1/32) B. Z. Strýcová | A. Hlaváčková L. Hradecká           | 3e tour (1/8) B. Z. Strýcová  | M. Erakovic T. Tanasugarn   | 1/4 de finale B. Z. Strýcová   | Liezel Huber Lisa Raymond |
| 2012  | 2e tour (1/16) B. Z. Strýcová  | Rika Fujiwara Ayumi Morita  | 1er tour (1/32) B. Z. Strýcová | A. Kerber A. Radwańska              | 2e tour (1/16) B. Z. Strýcová | O. Govortsova Mandy Minella | 2e tour (1/16) B. Z. Strýcová  | A. Kerber Tamira Paszek   |
| 2014  | -                              | -                           | 1er tour (1/32) P. Cetkovská   | Liezel Huber Lisa Raymond           | -                             | -                           | -                              | -                         |

Sous le résultat, la partenaire ; à droite, l’ultime équipe adverse.

### En double mixte
| Année | Open d'Australie             | Open d'Australie         | Internationaux de France      | Internationaux de France     | Wimbledon                    | Wimbledon                  | US Open                       | US Open                    |
| ----- | ---------------------------- | ------------------------ | ----------------------------- | ---------------------------- | ---------------------------- | -------------------------- | ----------------------------- | -------------------------- |
| 2007  | 1er tour (1/16) Lukáš Dlouhý | B. Stewart Nathan Healey | -                             | -                            | -                            | -                          | -                             | -                          |
| 2008  | -                            | -                        | 1er tour (1/16) F. Čermák     | Květa Peschke Pavel Vízner   | 2e tour (1/16) David Škoch   | Květa Peschke Pavel Vízner | -                             | -                          |
| 2009  | 1/2 finale Lukáš Dlouhý      | Sania Mirza M. Bhupathi  | 1er tour (1/16) Lukáš Dlouhý  | A.-L. Grönefeld Mark Knowles | 1/4 de finale Lukáš Dlouhý   | Liezel Huber Jamie Murray  | 2e tour (1/8) Lukáš Dlouhý    | Rennae Stubbs R. Lindstedt |
| 2010  | 1er tour (1/16) Lukáš Dlouhý | Yan Zi Fyrstenberg       | 1er tour (1/16) Lukáš Dlouhý  | S. Cohen T. Ascione          | 1/2 finale Lukáš Dlouhý      | Cara Black Leander Paes    | -                             | -                          |
| 2011  | -                            | -                        | 1/4 de finale Leander Paes    | K. Srebotnik N. Zimonjić     | Victoire Jürgen Melzer       | Elena Vesnina M. Bhupathi  | 1er tour (1/16) Jürgen Melzer | K. Srebotnik Daniel Nestor |
| 2012  | 2e tour (1/8) Jürgen Melzer  | Sania Mirza M. Bhupathi  | -                             | -                            | 2e tour (1/16) Jürgen Melzer | Laura Robson D. Inglot     | 1er tour (1/16) Jürgen Melzer | A. Spears Scott Lipsky     |
| 2014  | -                            | -                        | 1er tour (1/16) Jürgen Melzer | A. Spears A. Peya            | -                            | -                          | -                             | -                          |

Sous le résultat, le partenaire ; à droite, l’ultime équipe adverse.

## Parcours en «Premier Mandatory» et «Premier 5»
Découlant d'une réforme du circuit WTA inaugurée en 2009, les tournois WTA « Premier Mandatory » et « Premier 5 » constituent les catégories d'épreuves les plus prestigieuses, après les quatre levées du Grand Chelem.

### En simple dames
| Année |              | Premier Mandatory             | Premier Mandatory             | Premier Mandatory            | Premier Mandatory          |       | Premier 5 | Premier 5                     | Premier 5                | Premier 5                   | Premier 5                   | Premier 5 | Premier 5                     |
| Année | Indian Wells | Miami                         | Madrid                        | Pékin                        |                            | Dubaï | Rome      | Canada                        | Cincinnati               |                             | Tokyo                       |           |                               |
| Année | Indian Wells | Miami                         | Madrid                        | Pékin                        |                            | Doha  | Rome      | Canada                        | Cincinnati               |                             | Wuhan                       |           |                               |
| Année | Indian Wells | Miami                         | Madrid                        | Pékin                        |                            |       | Rome      | Canada                        | Cincinnati               |                             |                             |           |                               |
| 2009  |              | 2e tour (1/32) P. Kvitová     | 1/4 de finale V. Williams     | 1er tour (1/32) N. Petrova   | 1er tour (1/32) Zhang S.   |       |           |                               |                          | 1er tour (1/32) A. Sugiyama | 1er tour (1/32) L. Šafářová |           | 1/4 de finale M. Sharapova    |
| 2010  |              | 1er tour (1/64) O. Govortsova | 1er tour (1/64) E. Baltacha   | 1er tour (1/32) D. Cibulková |                            |       |           | 1er tour (1/32) Govortsova    |                          | 3e tour (1/8) M. Bartoli    |                             |           | 1er tour (1/32) O. Govortsova |
| 2011  |              | 2e tour (1/32) A. Radwańska   | 3e tour (1/16) A. Petkovic    | 2e tour (1/16) Li Na         | 1er tour (1/32) M. Bartoli |       |           | 1er tour (1/32) T. Bacsinszky | 2e tour (1/16) S. Stosur | 2e tour (1/16) A. Ivanović  | 1er tour (1/32) J. Janković |           | 3e tour (1/8) V. Zvonareva    |
| 2012  |              | 1er tour (1/64) S. Cîrstea    | 3e tour (1/16) Li N.          | 1er tour (1/32) Zakopalová   |                            |       |           | 2e tour (1/16) S. Halep       | 2e tour (1/16) Li N.     |                             |                             |           |                               |
| 2014  |              | 1er tour (1/64) Y. Meusburger | 1er tour (1/64) A. Kleybanova |                              |                            |       |           |                               |                          |                             |                             |           |                               |

Sous le résultat, l’ultime adversaire.

### En double dames
| Année                        | Premier Mandatory | Premier Mandatory        | Premier Mandatory    | Premier Mandatory        | Premier Mandatory | Premier Mandatory          | Premier Mandatory  | Premier Mandatory          | Premier 5           | Premier 5              | Premier 5               | Premier 5              | Premier 5         | Premier 5                | Premier 5           | Premier 5                | Premier 5           | Premier 5               | Premier 5      | Premier 5 | Premier 5 | Premier 5 |
| Année                        | Indian Wells      | Indian Wells             | Miami                | Miami                    | Madrid            | Madrid                     | Pékin              | Pékin                      | Dubaï               | Dubaï                  | Doha                    | Doha                   | Rome              | Rome                     | Canada              | Canada                   | Cincinnati          | Cincinnati              | Tokyo          | Tokyo     | Wuhan     | Wuhan     |
| ---------------------------- | ----------------- | ------------------------ | -------------------- | ------------------------ | ----------------- | -------------------------- | ------------------ | -------------------------- | ------------------- | ---------------------- | ----------------------- | ---------------------- | ----------------- | ------------------------ | ------------------- | ------------------------ | ------------------- | ----------------------- | -------------- | --------- | --------- | --------- |
| 2009                         |                   |                          |                      |                          |                   |                            |                    |                            |                     |                        |                         |                        |                   |                          |                     |                          |                     |                         |                |           |           |           |
| 1/4 de finale Strýcová       | Dulko Peer        | 1er tour (1/16) Strýcová | Chuang Mirza         | —                        | —                 | 1er tour (1/16) Voskoboeva | Grandin Kops-Jones | —                          | —                   |                        |                         | —                      | —                 | 1/4 de finale Strýcová   | Llagostera Martínez | —                        | —                   | —                       | —              |           |           |           |
| 2010                         |                   |                          |                      |                          |                   |                            |                    |                            |                     |                        |                         |                        |                   |                          |                     |                          |                     |                         |                |           |           |           |
| 1/4 de finale Strýcová       | Petrova Stosur    | 1er tour (1/16) Strýcová | Kleybanova Schiavone | 1er tour (1/16) Strýcová | Mattek-Sands Yan  | —                          | —                  | 1er tour (1/16) Pennetta   | Dushevina Rodionova |                        |                         | —                      | —                 | 1/4 de finale Strýcová   | Medina Yan          | —                        | —                   | Victoire Strýcová       | Peer Peng      |           |           |           |
| 2011                         |                   |                          |                      |                          |                   |                            |                    |                            |                     |                        |                         |                        |                   |                          |                     |                          |                     |                         |                |           |           |           |
| 2e tour (1/8) Strýcová       | Mirza Vesnina     | 2e tour (1/8) Strýcová   | Ivanović Petkovic    | 1er tour (1/16) Strýcová | Mirza Vesnina     | 2e tour (1/8) Strýcová     | Kops-Jones Spears  | 1er tour (1/16) Bacsinszky | Mirza Vesnina       |                        |                         | 2e tour (1/8) Strýcová | Petrova Rodionova | 1er tour (1/16) Strýcová | Kops-Jones Spears   | 1er tour (1/16) Strýcová | Errani Vinci        | 1er tour (1/8) Strýcová | Dulko Pennetta |           |           |           |
| 2012                         |                   |                          |                      |                          |                   |                            |                    |                            |                     |                        |                         |                        |                   |                          |                     |                          |                     |                         |                |           |           |           |
| 1/2 finale Strýcová          | Huber Raymond     | 1er tour (1/16) Strýcová | Grönefeld Martić     | 1er tour (1/16) Strýcová | Hsieh Zheng       | —                          | —                  |                            |                     | 2e tour (1/8) Strýcová | Jans-Ignacik Mladenovic | 2e tour (1/8) Medina   | Kirilenko Petrova | 1er tour (1/16) Strýcová | Lisicki Peng        | 1er tour (1/16) Strýcová | Hlaváčková Hradecká | —                       | —              |           |           |           |
| 2014                         |                   |                          |                      |                          |                   |                            |                    |                            |                     |                        |                         |                        |                   |                          |                     |                          |                     |                         |                |           |           |           |
| 1er tour (1/16) Jans-Ignacik | Medina Shvedova   | 2e tour (1/8) Husárová   | Muguruza Suárez      |                          |                   |                            |                    |                            |                     | —                      | —                       |                        |                   |                          |                     |                          |                     |                         |                |           |           |           |

N.B. : le nom de la partenaire se trouve sous le résultat ; le nom des ultimes adversaires se trouve à droite.

## Parcours aux Jeux olympiques

### En simple dames
| # | Date       | Nom de l'olympiade           | Surface    | Résultat        | Ultime adversaire | Score    |          |
| - | ---------- | ---------------------------- | ---------- | --------------- | ----------------- | -------- | -------- |
| 1 | 15/08/2004 | Olympic Tennis Event Athènes | Dur (ext.) | 1er tour (1/32) | Akiko Morigami    | 6-1, 6-4 | Parcours |
| 2 | 11/08/2008 | Olympic Tennis Event Pékin   | Dur (ext.) | 2e tour (1/16)  | Venus Williams    | 6-1, 6-4 | Parcours |

### En double dames
| # | Date       | Nom de l'olympiade         | Surface    | Résultat        | Partenaire       | Ultimes adversaires            | Score         |          |
| - | ---------- | -------------------------- | ---------- | --------------- | ---------------- | ------------------------------ | ------------- | -------- |
| 1 | 11/08/2008 | Olympic Tennis Event Pékin | Dur (ext.) | 1er tour (1/16) | Nicole Vaidišová | Serena Williams Venus Williams | 4-6, 7-5, 6-1 | Parcours |

## Classements WTA

### En simple dames
| Année | 2000 | 2001 | 2002 | 2003 | 2004 | 2005 | 2006 | 2007 | 2008 | 2009 | 2010 | 2011 | 2012 |
| Rang  | 641  | 192  | 81   | 140  | 36   | 54   | 60   | 119  | 43   | 39   | 60   | 54   | 81   |

Source : (en) « Classements de Iveta Benešová », sur le site officiel du WTA Tour

### En double dames
| Année | 2000 | 2001 | 2002 | 2003 | 2004 | 2005 | 2006 | 2007 | 2008 | 2009 | 2010 | 2011 | 2012 |
| Rang  | 624  | 341  | 190  | 130  | 63   | 38   | 35   | 34   | 35   | 34   | 21   | 29   | 36   |

Source : (en) « Classements de Iveta Benešová », sur le site officiel du WTA Tour